# Grósz Dezső (labdarúgó)
Grósz Dezső, Nagy (1898. december 3. – 1970. január 27.) válogatott labdarúgó, balhátvéd. A sportsajtóban Grósz II néven volt ismert. 1926-ban kivándorolt az Egyesült Államokba.

## Pályafutása

### A válogatottban
1924 és 1926 között két alkalommal szerepelt a válogatottban. Tagja volt az 1924-es párizsi olimpián részt vevő csapatnak, de pályára nem lépett.

## Statisztika

### Mérkőzései a válogatottban
| Magyarország | Magyarország      | Magyarország                | Magyarország  | Magyarország | Magyarország | Magyarország | Magyarország | Magyarország |
| #            | Dátum             | Helyszín                    | Hazai         | Eredmény     | Vendég       | Kiírás       | Gólok        | Esemény      |
| ------------ | ----------------- | --------------------------- | ------------- | ------------ | ------------ | ------------ | ------------ | ------------ |
| 1.           | 1924. június 4.   | Le Havre                    | Franciaország | 0 – 1        | Magyarország | barátságos   | -            |              |
| 2.           | 1926. február 14. | Brüsszel, Daring Club-pálya | Belgium       | 0 – 2        | Magyarország | barátságos   | -            |              |
|              | Összesen          |                             |               | 2            | mérkőzés     |              | 0            | gól          |